# Isoperla curtata
Isoperla curtata är en bäcksländeart som beskrevs av Luisa Eugenia Navas 1924. Isoperla curtata ingår i släktet Isoperla och familjen rovbäcksländor. Inga underarter finns listade i Catalogue of Life.